# Baréin en los Juegos Olímpicos de París 2024
Baréin estuvo representado en los Juegos Olímpicos de París 2024 por un total de trece deportistas, siete mujeres y seis hombres, que compitieron en cinco deportes.
Los portadores de la bandera en la ceremonia de apertura fueron los nadadores Saud Gali y Amani Al-Obaidli.

## Medallistas
El equipo olímpico bareiní obtuvo las siguientes medallas:
| Nombre           | Deporte      | Competición         |
| ---------------- | ------------ | ------------------- |
| Oro              |              |                     |
| Winfred Yavi     | Atletismo    | 3000 m obstáculos F |
| Ajmed Tazhudinov | Lucha libre  | 97 kg M             |
| Plata            |              |                     |
| Salwa Eid Naser  | Atletismo    | 400 m F             |
| Bronce           |              |                     |
| Gor Minasian     | Halterofilia | +102 kg M           |